# Mistrzostwa Czterech Kontynentów w Łyżwiarstwie Figurowym 2017
Mistrzostwa czterech kontynentów w łyżwiarstwie figurowym 2017 – 19. edycja zawodów rangi mistrzowskiej dla łyżwiarzy figurowych z Azji, Afryki, Ameryki oraz Australii i Oceanii. Mistrzostwa odbywały się od 15 do 19 lutego 2017 roku w hali Gangneung Ice Arena w Gangneung.
Mistrzem w konkurencji solistów został Amerykanin Nathan Chen. Złoto w konkurencji solistek zdobyła Japonka Mai Mihara. W parach sportowych triumfowali Chińczycy Sui Wenjing i Han Cong. W parach tanecznych tytuł zdobyli Kanadyjczycy Tessa Virtue i Scott Moir.

## Kwalifikacje
W zawodach mogli wziąć udział reprezentanci czterech kontynentów: Azji, Afryki, Ameryki oraz Australii i Oceanii, którzy przed dniem 1 lipca 2016 roku ukończyli 15 rok życia. W odróżnieniu od innych zawodów rangi mistrzowskiej w łyżwiarstwie figurowym, każdy kraj może wystawić 3 reprezentantów w każdej konkurencji, niezależnie od wyników osiągniętych przed rokiem.
Warunkiem uczestnictwa zawodników wytypowanych przez krajową federację jest uzyskanie minimalnej oceny technicznej (TES) na międzynarodowych zawodach ISU w sezonie bieżącym lub poprzednim. Punkty za oba programy mogą być zdobyte na różnych zawodach. ISU akceptuje wyniki, jeśli zostały uzyskane na międzynarodowych konkursach uznawanych przez ISU na co najmniej 21 dni przed pierwszym oficjalnym dniem treningowym mistrzostw.
| Minimalna ocena techniczna (TES) | Minimalna ocena techniczna (TES) | Minimalna ocena techniczna (TES) |
| Konkurencja                      | SP / SD                          | FS / FD                          |
| -------------------------------- | -------------------------------- | -------------------------------- |
| Soliści                          | 25                               | 45                               |
| Solistki                         | 20                               | 36                               |
| Pary sportowe                    | 20                               | 36                               |
| Pary taneczne                    | 19                               | 29                               |

## Klasyfikacja medalowa
| L.p. | Reprezentacja     | Złoto | Srebro | Brąz | Razem |
| ---- | ----------------- | ----- | ------ | ---- | ----- |
| 1    | Kanada            | 1     | 2      | 1    | 4     |
| 2    | Stany Zjednoczone | 1     | 1      | 2    | 4     |
| 3    | Japonia           | 1     | 1      | 1    | 3     |
| 4    | Chiny             | 1     | 0      | 0    | 1     |

## Wyniki

### Soliści

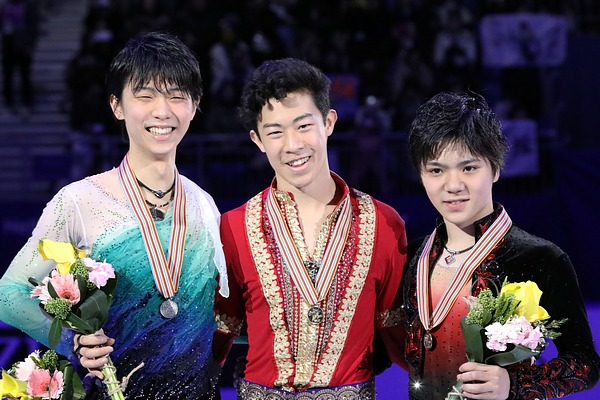
Medaliści w konkurencji solistów, od lewej Hanyū (JPN), Chen (USA), Uno (JPN)

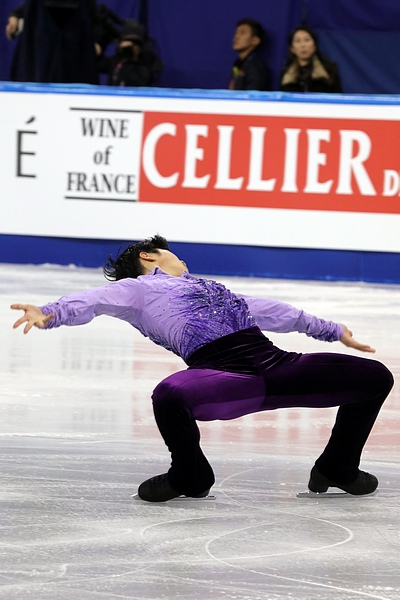
Brązowy medalista Shōma Uno (JPN)

| Poz.                                 | Zawodnik                   | Reprezentacja     | Nota łączna | SP | SP     | FS | FS     |
| ------------------------------------ | -------------------------- | ----------------- | ----------- | -- | ------ | -- | ------ |
| 1                                    | Nathan Chen                | Stany Zjednoczone | 307,46      | 1  | 103,12 | 2  | 204,34 |
| 2                                    | Yuzuru Hanyū               | Japonia           | 303,71      | 3  | 97,04  | 1  | 206,67 |
| 3                                    | Shōma Uno                  | Japonia           | 288,05      | 2  | 100,28 | 3  | 187,77 |
| 4                                    | Patrick Chan               | Kanada            | 267,98      | 5  | 88,46  | 4  | 179,52 |
| 5                                    | Jin Boyang                 | Chiny             | 267,51      | 4  | 91,33  | 5  | 176,18 |
| 6                                    | Jason Brown                | Stany Zjednoczone | 245,85      | 9  | 80,77  | 6  | 165,08 |
| 7                                    | Misza Ge                   | Uzbekistan        | 239,41      | 8  | 81,85  | 8  | 157,56 |
| 8                                    | Nam Nguyen                 | Kanada            | 237,08      | 13 | 72,99  | 7  | 164,09 |
| 9                                    | Grant Hochstein            | Stany Zjednoczone | 235,72      | 7  | 81,94  | 9  | 153,78 |
| 10                                   | Yan Han                    | Chiny             | 235,45      | 6  | 84,08  | 10 | 151,37 |
| 11                                   | Brendan Kerry              | Australia         | 227,39      | 10 | 78,11  | 11 | 149,28 |
| 12                                   | Kevin Reynolds             | Kanada            | 222,31      | 12 | 76,36  | 12 | 145,95 |
| 13                                   | Keiji Tanaka               | Japonia           | 220,18      | 11 | 77,55  | 13 | 142,63 |
| 14                                   | Michael Christian Martinez | Filipiny          | 214,15      | 14 | 72,47  | 14 | 141,68 |
| 15                                   | Julian Zhi Jie Yee         | Malezja           | 202,67      | 15 | 72,21  | 16 | 130,46 |
| 16                                   | Lee Si-hyeong              | Korea Południowa  | 195,72      | 17 | 65,40  | 17 | 130,32 |
| 17                                   | Kim Jin-seo                | Korea Południowa  | 195,05      | 18 | 64,26  | 15 | 130,79 |
| 18                                   | Lee June-hyoung            | Korea Południowa  | 187,58      | 16 | 67,55  | 18 | 120,03 |
| 19                                   | Tsao Chih-i                | Chińskie Tajpej   | 169,63      | 22 | 51,02  | 19 | 118,61 |
| 20                                   | Andrew Dodds               | Australia         | 162,05      | 19 | 60,17  | 21 | 101,88 |
| 21                                   | Mark Webster               | Australia         | 160,03      | 20 | 54,92  | 20 | 105,11 |
| 22                                   | Leslie Man Cheuk Ip        | Hongkong          | 146,74      | 21 | 52,86  | 22 | 93,88  |
| 23                                   | Kai Xiang Chew             | Malezja           | 138,46      | 23 | 47,38  | 23 | 91,08  |
| 24                                   | Micah Tang                 | Chińskie Tajpej   | 135,79      | 24 | 46,41  | 24 | 89,38  |
| Nie awansowali do programu dowolnego |                            |                   |             |    |        |    |        |
| 25                                   | Harry Hau Yin Lee          | Hongkong          | NQ          | 25 | 45,27  | NQ | NQ     |
| 26                                   | Harrison Jon-Yen Wong      | Hongkong          | NQ          | 26 | 45,12  | NQ | NQ     |

### Solistki

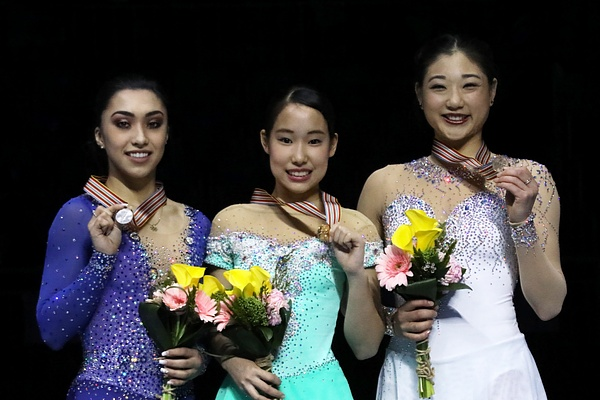
Medalistki w konkurencji solistek, od lewej Daleman (CAN), Mihara (JPN), Nagasu (USA)

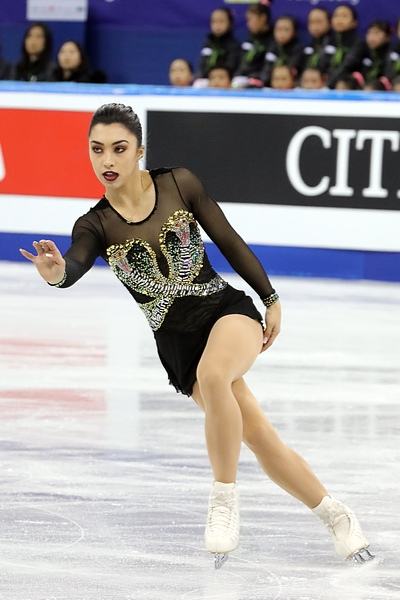
Wicemistrzyni czterech kontynentów Gabrielle Daleman (CAN)

| Poz. | Zawodniczka           | Reprezentacja     | Nota łączna | SP | SP    | FS  | FS     |
| ---- | --------------------- | ----------------- | ----------- | -- | ----- | --- | ------ |
| 1    | Mai Mihara            | Japonia           | 200,85      | 4  | 66,51 | 1   | 134,34 |
| 2    | Gabrielle Daleman     | Kanada            | 196,91      | 1  | 68,25 | 3   | 128,66 |
| 3    | Mirai Nagasu          | Stany Zjednoczone | 194,95      | 5  | 62,91 | 2   | 132,04 |
| 4    | Kaetlyn Osmond        | Kanada            | 184,17      | 2  | 68,21 | 6   | 115,96 |
| 5    | Choi Da-bin           | Korea Południowa  | 182,41      | 6  | 61,62 | 4   | 120,79 |
| 6    | Mariah Bell           | Stany Zjednoczone | 177,10      | 7  | 61,21 | 7   | 115,89 |
| 7    | Li Zijun              | Chiny             | 177,05      | 8  | 60,37 | 5   | 116,68 |
| 8    | Elizabet Tursynbajewa | Kazachstan        | 176,65      | 3  | 66,87 | 11  | 109,78 |
| 9    | Wakaba Higuchi        | Japonia           | 172,05      | 10 | 58,83 | 9   | 113,22 |
| 10   | Rika Hongo            | Japonia           | 167,42      | 9  | 59,16 | 13  | 108,26 |
| 11   | Alaine Chartrand      | Kanada            | 167,12      | 14 | 53,64 | 8   | 113,48 |
| 12   | Karen Chen            | Stany Zjednoczone | 166,82      | 12 | 55,60 | 10  | 111,22 |
| 13   | Li Xiangning          | Chiny             | 164,85      | 11 | 55,73 | 12  | 109,12 |
| 14   | Brooklee Han          | Australia         | 152,05      | 16 | 48,44 | 14  | 103,61 |
| 15   | Zhao Ziquan           | Chiny             | 147,37      | 15 | 49,97 | 15  | 97,40  |
| 16   | Kailani Craine        | Australia         | 136,91      | 13 | 54,70 | 17  | 82,21  |
| 17   | Amy Lin               | Chińskie Tajpej   | 125,02      | 18 | 45,40 | 19  | 79,62  |
| 18   | Maisy Ma              | Hongkong          | 124,65      | 19 | 43,55 | 18  | 81,10  |
| 19   | Son Suh-hyun          | Korea Południowa  | 122,35      | 22 | 38,61 | 16  | 83,74  |
| 20   | Chloe Ing             | Singapur          | 120,18      | 21 | 41,61 | 20  | 78,57  |
| 21   | Yu Shuran             | Singapur          | 118,40      | 20 | 43,26 | 21  | 75,14  |
| WD   | Kim Na-hyun           | Korea Południowa  | DNF         | 17 | 45,95 | DNF | DNF    |
| WD   | Michaela du Toit      | Południowa Afryka | DNF         | 23 | 33,39 | DNF | DNF    |

### Pary sportowe

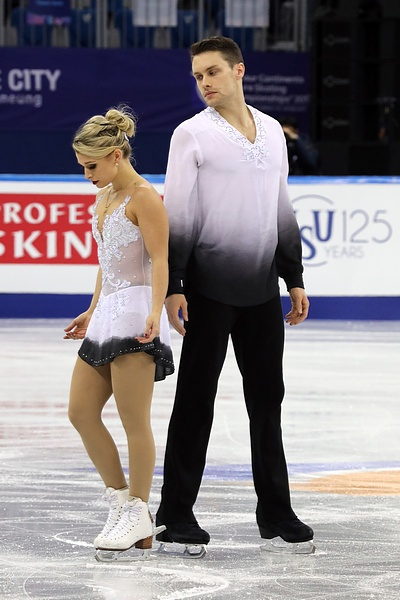
7. miejsce Kirsten Moore-Towers / Michael Marinaro (CAN)

| Poz. | Zawodnicy                                   | Reprezentacja     | Nota łączna | SP | SP    | FS | FS     |
| ---- | ------------------------------------------- | ----------------- | ----------- | -- | ----- | -- | ------ |
| 1    | Sui Wenjing / Han Cong                      | Chiny             | 225,03      | 1  | 80,75 | 1  | 144,28 |
| 2    | Meagan Duhamel / Eric Radford               | Kanada            | 212,23      | 3  | 74,31 | 2  | 137,92 |
| 3    | Lubow Iluszeczkina / Dylan Moscovitch       | Kanada            | 205,31      | 4  | 73,04 | 4  | 132,27 |
| 4    | Yu Xiaoyu / Zhang Hao                       | Chiny             | 203,40      | 2  | 75,20 | 5  | 128,20 |
| 5    | Peng Cheng / Jin Yang                       | Chiny             | 202,92      | 7  | 66,44 | 3  | 136,48 |
| 6    | Alexa Scimeca Knierim / Chris Knierim       | Stany Zjednoczone | 193,91      | 6  | 69,10 | 6  | 124,81 |
| 7    | Kirsten Moore-Towers / Michael Marinaro     | Kanada            | 192,35      | 5  | 70,89 | 7  | 121,46 |
| 8    | Haven Denney / Brandon Frazier              | Stany Zjednoczone | 179,45      | 8  | 63,39 | 8  | 116,06 |
| 9    | Ashley Cain / Timothy LeDuc                 | Stany Zjednoczone | 168,87      | 9  | 62,58 | 10 | 106,27 |
| 10   | Sumire Sutō / Francis Boudreau-Audet        | Japonia           | 164,96      | 10 | 58,14 | 9  | 106,82 |
| 11   | Jekatierina Aleksandrowska / Harley Windsor | Australia         | 154,10      | 11 | 56,10 | 11 | 98,00  |
| 12   | Kim Su-yeon / Kim Hyung-tae                 | Korea Południowa  | 140,68      | 13 | 49,88 | 12 | 90,80  |
| 13   | Miu Suzaki / Ryuichi Kihara                 | Japonia           | 130,85      | 12 | 50,48 | 14 | 80,37  |
| 14   | Ji Min-ji / Themistocles Leftheris          | Korea Południowa  | 129,19      | 14 | 45,81 | 13 | 83,38  |
| 15   | Kim Kyu-eun / Alex Kang-chan Kam            | Korea Południowa  | 118,91      | 15 | 41,06 | 15 | 77,85  |

### Pary taneczne

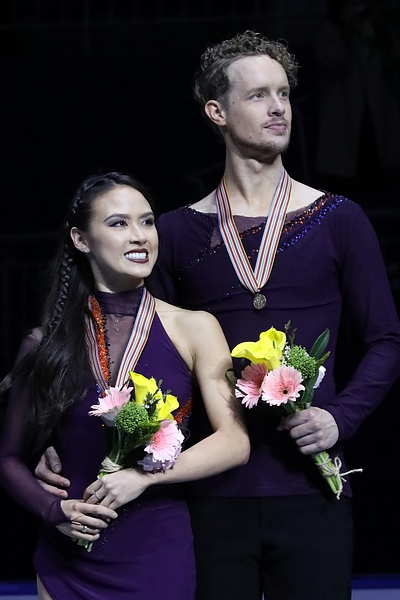
Brązowi medaliści wśród par tanecznych Madison Chock / Evan Bates (USA)

| Poz. | Zawodnicy                            | Reprezentacja     | Nota łączna | SD | SD    | FD | FD     |
| ---- | ------------------------------------ | ----------------- | ----------- | -- | ----- | -- | ------ |
| 1    | Tessa Virtue / Scott Moir            | Kanada            | 196,95      | 1  | 79,75 | 1  | 117,20 |
| 2    | Maia Shibutani / Alex Shibutani      | Stany Zjednoczone | 191,85      | 2  | 76,59 | 2  | 115,26 |
| 3    | Madison Chock / Evan Bates           | Stany Zjednoczone | 185,58      | 3  | 74,67 | 3  | 110,91 |
| 4    | Madison Hubbell / Zachary Donohue    | Stany Zjednoczone | 180,82      | 4  | 73,79 | 6  | 107,03 |
| 5    | Kaitlyn Weaver / Andrew Poje         | Kanada            | 180,09      | 5  | 71,15 | 4  | 108,94 |
| 6    | Piper Gilles / Paul Poirier          | Kanada            | 170,14      | 7  | 61,21 | 5  | 108,93 |
| 7    | Wang Shiyue / Liu Xinyu              | Chiny             | 154,23      | 6  | 61,45 | 7  | 92,78  |
| 8    | Yura Min / Alexander Gamelin         | Korea Południowa  | 144,69      | 8  | 59,01 | 8  | 85,68  |
| 9    | Kana Muramoto / Chris Reed           | Japonia           | 140,38      | 9  | 57,80 | 9  | 82,58  |
| 10   | Cheng Hong / Zhao Yan                | Chiny             | 128,55      | 11 | 51,34 | 10 | 77,21  |
| 11   | Song Linshu / Sun Zhuoming           | Chiny             | 124,59      | 10 | 51,60 | 11 | 72,99  |
| 12   | Emi Hirai / Marien de la Asuncion    | Japonia           | 121,71      | 12 | 49,35 | 12 | 72,36  |
| 13   | Lee Ho-jung / Richard Kang-in Kam    | Korea Południowa  | 112,42      | 13 | 44,57 | 13 | 67,85  |
| 14   | Adele Morrison / Demid Rokachev      | Australia         | 96,35       | 14 | 37,87 | 14 | 58,48  |
| 15   | Matilda Friend / William Badaoui     | Australia         | 89,29       | 16 | 32,75 | 15 | 56,54  |
| 16   | Kimberley Hew-Low / Timothy McKernan | Australia         | 84,97       | 15 | 33,54 | 16 | 51,43  |